# Sturmia consistens
Sturmia consistens là một loài ruồi trong họ Tachinidae.